# Springfield M1903
El M1903 Springfield  es un fusil de cerrojo adoptado por el ejército estadounidense en la primera década del siglo XX. Hacia finales del siglo XIX, Estados Unidos no poseía más que el problemático, pesado e innecesariamente grande  Springfield Modelo 1892-99. Alemania, por el contrario, gracias a Paul Mauser logró poseer uno de los mejores fusiles de la historia, el Mauser 98, del cual muchas otras naciones adoptaron el diseño.
Como ejemplo de esto están el Lee-Enfield inglés, el Mosin-Nagant ruso, el Arisaka Tipo 38 japonés y el Springfield estadounidense; por tal razón, a esta línea de copias del Mauser se les llamó "Mauser modificados". El M1903 Springfield fue adoptado oficialmente por los Estados Unidos el 19 de junio de 1903. Este fusil fue oficialmente remplazado como fusil estándar de infantería por el fusil semiautómatico M1 Garand en 1936.

## Historia

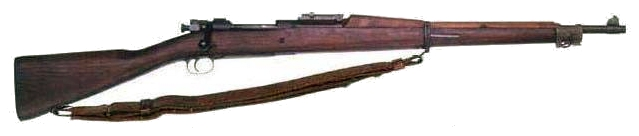
Springfield M1903.

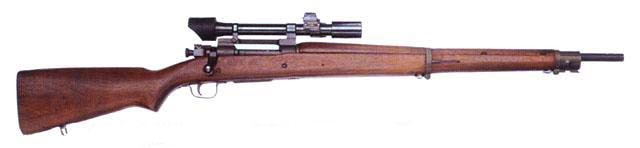
Springfield M1903A4 con mira telescópica.

El desarrollo del fusil Springfield M1903 fue debido a la necesidad constatada a raíz de las experiencias obtenidas en la guerra hispano-estadounidense, de que sus fusiles reglamentarios Springfield Modelo 1873 de retrocarga calibre 11 mm y Springfield Modelo 1892-99 calibre 7,62 mm eran notablemente inferiores a los Mauser Modelo 1893 utilizados por las tropas españolas, destacando entre otras deficiencias la poca potencia del cartucho empleado y la del sistema de carga. Por ello en 1900 el Arsenal de Springfield se planteó diseñar y fabricar un fusil basado en el diseño de Mauser probado satisfactoriamente en combate. Por ello inició negociaciones con la empresa alemana y finalmente compró los derechos del sistema de cerrojo Mauser por 200.000 dólares de la época.
Paralelamente a ello en 1902 se diseñó un nuevo cartucho más potente, el .30-03 Springfield que disparaba una bala de punta redondeada de 14,2 g (220 granos) y que alcanzaba una velocidad de boca aproximada de 670 m/s, unos 100 m/s más que el cartucho .30-40 Krag del Krag-Jørgensen. Este diseño y el nuevo cartucho fueron inicialmente producidos en 1903, siendo oficialmente adoptado el 19 de junio como United States Magazine Rifle, Model of 1903, Calibre .30 o 7,62 mm y Cartridge, Ball, Calibre .30, Model of 1903. Ese diseño inicial del que empezaron a realizarse los primeros pedidos en noviembre de 1903 montaba una bayoneta de espiga como la del Springfield Modelo 1888 de retrocarga, pero fue rechazado por el presidente Theodore Roosevelt personalmente, por lo que el fusil fue enviado a fábrica para su rediseño cuando ya se habían producido más de 80.000 fusiles en enero de 1905, lo que conllevó el cambio a una bayoneta de hoja normal Modelo 1905. El desarrollo se completó con la adopción del cartucho con bala puntiaguda o "Spitzer" de 9,7 g (150 granos) con una velocidad de salida de 810 m/s, adoptada por los franceses y alemanes en la última década del siglo XIX (aprox. 1890). Denominado "Cartucho M1906" es el famoso cartucho .30-06 Springfield utilizado en innumerables fusiles y ametralladoras y que sigue estando entre los más populares cartuchos civiles de todo el mundo al día de hoy.[cita requerida] Además se incorporó una nueva alza mejorada y retocada para compensar la velocidad y la trayectoria del nuevo cartucho.

## Funcionamiento
El cerrojo del Springfield 1903 era de acción simple. Esto significa que después de cada disparo y la consecuente recarga, el cerrojo tenía que amartillarse manualmente para poder disparar otra vez. Tenía capacidad para 5 cartuchos calibre 7,62 mm, al igual que la mayoría de los fusiles de la época.
El Springfield 1903, por ser una copia, logró mejorar el diseño del Mauser, haciendo un fusil más corto. Con la ayuda del cartucho modelo de 1906, el Springfield se convirtió en un fusil potente y muy fiable. Fue usado por los Estados Unidos en su entrada a la Primera Guerra Mundial y lo utilizó sin cambios hasta principios de la Segunda Guerra Mundial (1939).